# Caso Guzmán Albarracín y otras vs. Ecuador
El caso Guzmán Albarracín y otras vs. Ecuador fue un caso judicial presentado ante la Corte Interamericana de Derechos Humanos, promovido por la familia de la adolescente Paola del Rosario Guzmán Albarracín. Paola, nacida en Guayaquil el 10 de diciembre de 1986, se quitó la vida el 13 de diciembre de 2002, luego de sufrir años de acoso y abuso sexual por parte del vicerrector del colegio donde estudiaba. El caso quedó inicialmente impune y luego de dieciocho años fue finalmente  presentado ante la Comisión Interamericana de Derechos Humanos, que a su vez se lo elevó a la Corte Interamericana de Derechos Humanos (Corte IDH).
El 14 de agosto de 2020 la corte dictó sentencia, concluyendo que el Estado de Ecuador es responsable por la violencia sexual e institucional de la que Paola fue víctima. Por otro lado sentó jurisprudencia por el tratamiento y respuesta ante los casos que se presenten en las escuelas y colegios de la región. Se trata del primer caso de abuso sexual a una adolescente en el ámbito educativo que admite y sentencia la Corte IDH.
El hecho tiene carácter histórico por constituir el primer caso de abuso sexual en un ámbito educativo tratado por la Corte IDH.

## Historia
Paola Guzmán empezó a ser acosada sexualmente en 2001, cuando contaba con 14 años y cursaba el tercer curso en el colegio público Miguel Martínez Serrano, de la ciudad de Guayaquil. Bolívar Espín Zurita, el vicerrector del colegio y que en ese entonces contaba con 65 años de edad, le ofreció ayuda en dos asignaturas en las que ella tenía problemas si aceptaba salir en una cita con él.
Espín siguió acosándola durante el resto del año escolar, llegando a obligarla a tocarle los genitales. Desde octubre de 2002 empezó a abusar sexualmente de ella.
Días antes de su muerte Paola les contó a sus amigas del colegio que estaba embarazada del vicerrector. Espín le sugirió realizarse un aborto, por lo que Paola fue donde el médico del colegio, Raúl David Ortega Gálvez, quien supuestamente realizaría el procedimiento. Sin embargo, este también intentó abusar sexualmente de ella. Hacia 2020, Ortega Gálvez trabajaba en el Hospital Luis Vernaza de Guayaquil como urólogo.

### Fallecimiento
El 12 de diciembre de 2002, durante el recorrido del bus escolar hacia el colegio, Paola confesó a varias de sus amigas que había ingerido fósforo blanco. Al llegar al colegio fueron a la enfermería, pero no le prestaron atención ni llamaron a sus familiares. La madre de Paola, Petita Albarracín, llegó al colegio media hora después gracias a la llamada de una de las amigas de su hija.
Al ver la condición de su hija, que se hallaba presa de fuertes dolores en una camilla, la llevó rápidamente al Hospital Luis Vernaza, donde falleció un día después por intoxicación. Al momento de su deceso Paola tenía 16 años.
En su mochila se encontraron dos cartas, una dirigida a su madre y otra a Espín.
Luego de la muerte de Paola, saltaron a la luz pública casos adicionales de acoso sexual por parte de Espín, entre ellos el de una profesora y de otra alumna del plantel, quien declaró haber sido amonestada por el rector del colegio, José Ruiz Méndez, luego de denunciar el hecho. La profesora, por su parte, reveló que Espín había intentado encerrarla en su oficina en 1998.

## Investigación judicial
A principios de 2003 la Fiscalía del Guayas inició la investigación del hecho. La madre de Paola pidió públicamente que se hiciera justicia y que se castigara a Espín para impedir que abusara de más jóvenes. Su abogado defensor pidió a la fiscal que solicitara prisión preventiva contra el acusado, pero el juez negó la solicitud.
En noviembre de 2003 la madre de la menor presentó una segunda demanda contra Bolívar Espín, esta vez por daño moral ante la instigación al suicidio de su hija.
El 7 de enero de 2004 la jueza Rocío Santos dictó orden de prisión preventiva contra Bolívar Espín, pero este se dio a la fuga. En junio del mismo año fue destituido del cargo de vicerrector del colegio Miguel Martínez Serrano por la Dirección Provincial de Educación por abandono del cargo.
En agosto de 2004 la jueza Rocío Santos llamó a juicio a Espín por los delitos de acoso sexual e incitación al suicidio.
En junio de 2005 Espín fue sentenciado a pagar una indemnización de 25.000 dólares por la demanda de daño moral presentada por la madre de Paola. Sin embargo, Espín permaneció prófugo de la justicia hasta que los delitos imputados en su contra prescribieron.
En el 2006 el Centro Ecuatoriano para la Promoción y Acción de la Mujer (CEPAM-Guayaquil) y el Centro de Derechos Reproductivos presentaron una petición en la que se alegó la responsabilidad internacional de la República del Ecuador en perjuicio de Paola del Rosario Guzmán Albarracín.

### Caso Paola del Rosario Guzmán Albarracín y familiares
El 17 de octubre de 2008 la Comisión Interamericana de Derechos Humanos (CIDH) aceptó tratar el caso, bajo el nombre Paola del Rosario Guzmán Albarracín y familiares, en cuya petición se aseveraba que tanto el colegio como el Estado habían incumplido su deber de proteger a Paola, más aún en su condición de menor de edad.
La Comisión concluyó que Paola fue víctima de violencia sexual por parte de Espín y del médico del colegio y que esto fue un factor determinante en su suicidio. Pidió a Ecuador que realizara reparaciones materiales y morales a la familia de Paola, entre ellas la adopción de medidas de compensación económica. También recomendó que el Estado ecuatoriano brindase tratamiento psicológico a la madre y al resto de la familia de Paola de forma gratuita y que creara protocolos para atender este tipo de delitos, así como la reconstrucción de la memoria de Paola, pues en muchos diarios locales se calificó el acoso y abuso sexual sistemático sufrido por Paola como "relación sentimental" y su suicidio como producto de una "decepción amorosa".
Ante la falta de cumplimiento por parte de Ecuador de las recomendaciones presentadas, la CIDH decidió elevar el caso a la Corte Interamericana de Derechos Humanos (Corte IDH), que el 7 de febrero de 2019 lo acogió. El hecho se convirtió en precedente por constituir el primer caso de abuso sexual en un ámbito educativo tratado por la Corte IDH.

## Sentencia
En agosto de 2020 la Corte IDH dictó la sentencia histórica de que el Estado de Ecuador es responsable por la violencia sexual e institucional de la que Paola fue víctima, y sentó jurisprudencia para el tratamiento y respuesta ante los casos que se presenten en las escuelas y colegios de la región.

## Consecuencias
El presidente de Ecuador Lenín Moreno señaló que el país ejecutará la sentencia. La Corte ordenó al Estado ecuatoriano medidas de reparación. En el plazo de un año deberá identificar medidas adicionales para corregir insuficiencias en la información estadística sobre situaciones de violencia sexual contra niños o niñas en el ámbito educativo, así como la capacitación del personal educativo respecto a abordaje y prevención de situaciones de violencia sexual. Asimismo, la Corte ordenó que el Estado provea de asistencia, orientación y atención a víctimas de violencia sexual en el ámbito educativo.
Se trata del primer caso de abuso sexual a una adolescente en el ámbito educativo que admite y sentencia la Corte IDH explicando que el acoso sexual es sistemático, es estructural, que está naturalizado y por lo tanto es muy difícil de detectar, de entender el riesgo y la vulneración a la que las niñas y adolescentes están expuestas, señala Lita Martínez, abogada de la madre de Paola, Petita Albarracín, y quien la acompañó hasta la Corte IDH.
El Centro de Derechos Reproductivos y la corte IDH han indicado que harán un intenso seguimiento del cumplimiento de la sentencia por parte de Ecuador. En un año debe presentar a la Corte un avance en la aplicación de los nuevos protocolos. La jurisprudencia implica a Colombia, Argentina, Chile y otros países que forman la Convención Interamericana de Derechos Humanos.

## Legado
El 25 de noviembre de 2011 el Ministerio de Salud Pública del Ecuador inauguró la primera Sala de Acogida a Víctimas de Delitos Sexuales y Violencia Intrafamiliar y la bautizó con el nombre Paola Guzmán Albarracín, en el sector de la Ciudadela Martha de Roldós de Guayaquil.